# Genderexpressie

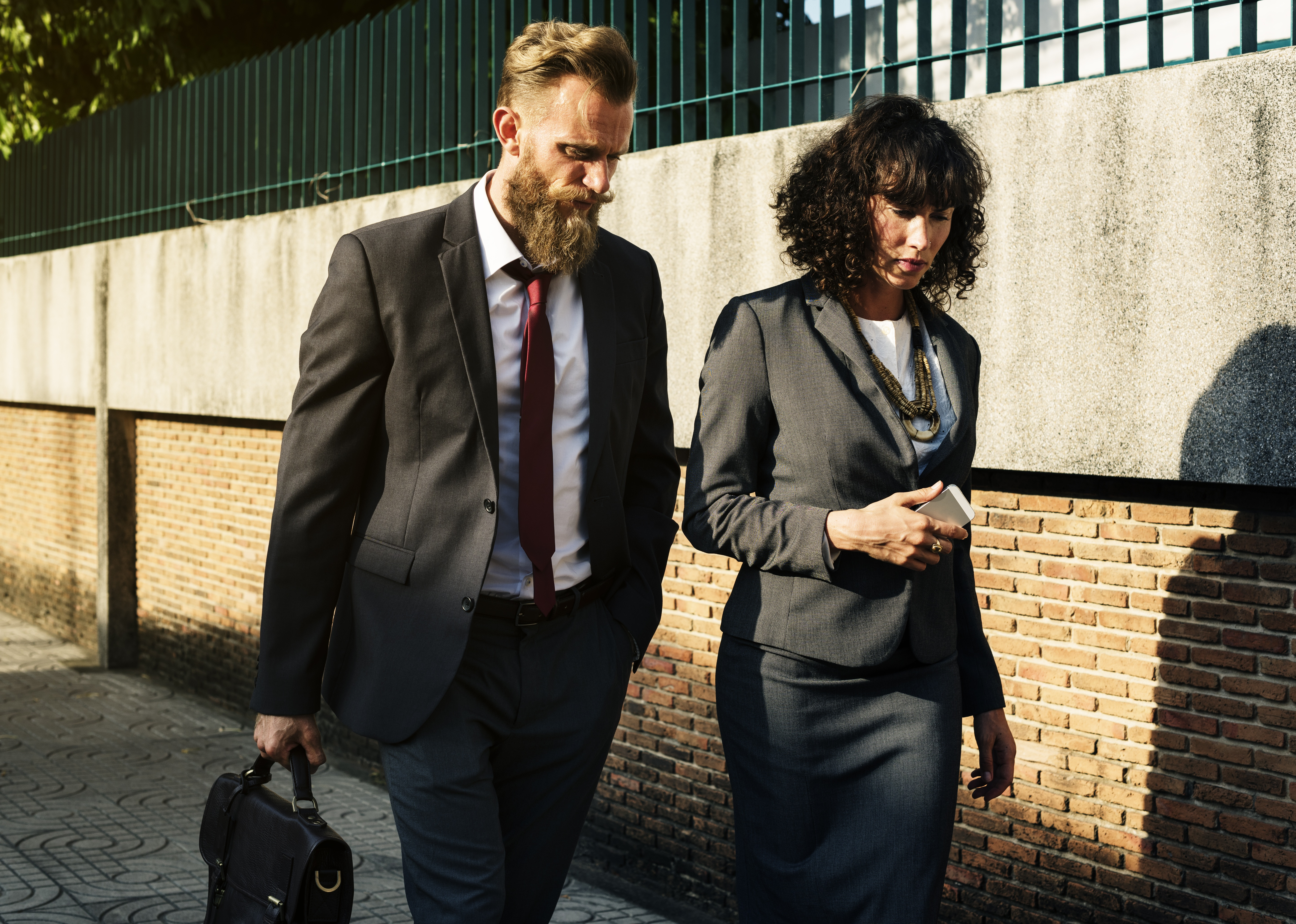
Twee mensen in genderconforme werkkleding.

Genderexpressie is hoe iemand publiekelijke uitdrukking geeft aan het eigen gender. Dit kan het gedrag omvatten en uiterlijke verschijning zoals kleding, kapsel, make-up, lichaamstaal en stem. Genderexpressie hoeft niet samen te hangen met het geslacht, de genderidentiteit, de verwachte genderrol en de seksuele oriëntatie. Men kan zich in de genderexpressie aanpassen aan maatschappelijke gendernormen, die veranderlijk zijn en niet in alle culturen en contexten hetzelfde zijn, of tegen de normen in gaan. In dat laatste geval is de genderexpressie 'gendernon-conform'.
In Nederland is in 2019 een wet aangenomen waarin discriminatie op onder andere genderexpressie verboden is.